# عبد الصاحب (اسم)
عبد الصاحب اسم علم مذكر عربي يستعمله الشيعة الاثني عشرية، قال إبراهيم السامرائي في كتابه (الأعلام العربية) "المقصود ب(الصاحب) صاحبُ الزمان الإمام المنتظر الذي يظهر عند قيام الساعة وهي العقيدة المشهورة عند الشيعة الإمامية وهو المهدي المنتظر".